# Barolo (Wein)

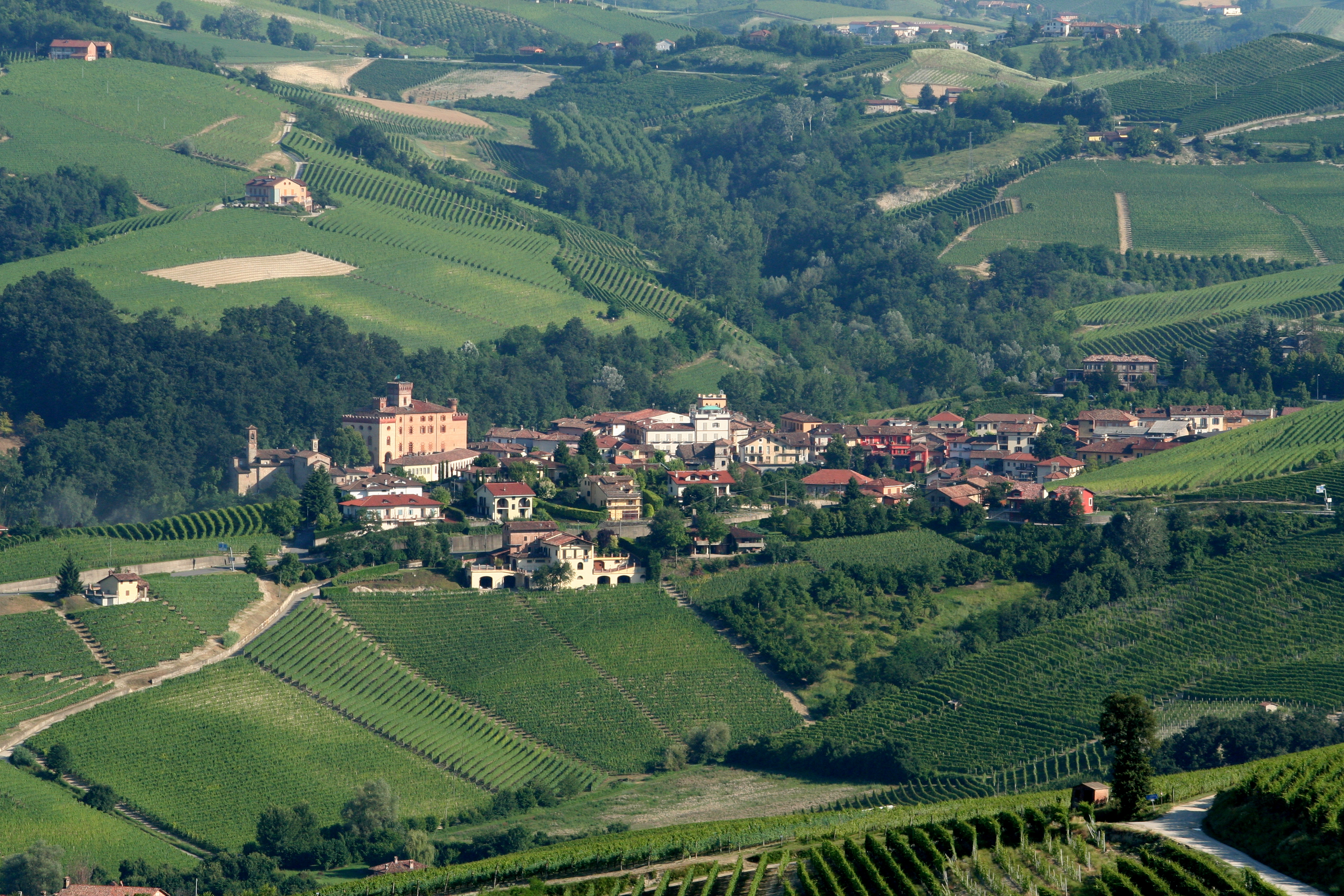
Blick über Weinberge auf die Gemeinde Barolo

Der Barolo ist ein trockener Rotwein aus der norditalienischen Region Piemont. Namensgebend ist die Gemeinde Barolo, die sich rund 15 km südwestlich von Alba befindet. Er zählt neben dem Brunello di Montalcino und dem Amarone della Valpolicella zu den italienischen Rotweinen mit dem höchsten Renommee.

## Geschichte
Die Bezeichnung Barolo taucht bereits 1730 in einem Briefwechsel zwischen englischen Handelsleuten, dem Botschafter des Hauses Savoyen in London und den Oberaufsehern des Piemonts auf. Damals handelte es sich allerdings um einen meist restsüßen Wein aus Nebbiolotrauben. Durch die späte Reifung des Nebbiolo erfolgte die Gärung in den kalten Wintermonaten. Die niedrigen Temperaturen in den Weinkellern bewirkten, dass die alkoholische Gärung häufig zum Erliegen kam und der so entstandene Wein nicht komplett durchgegoren war.

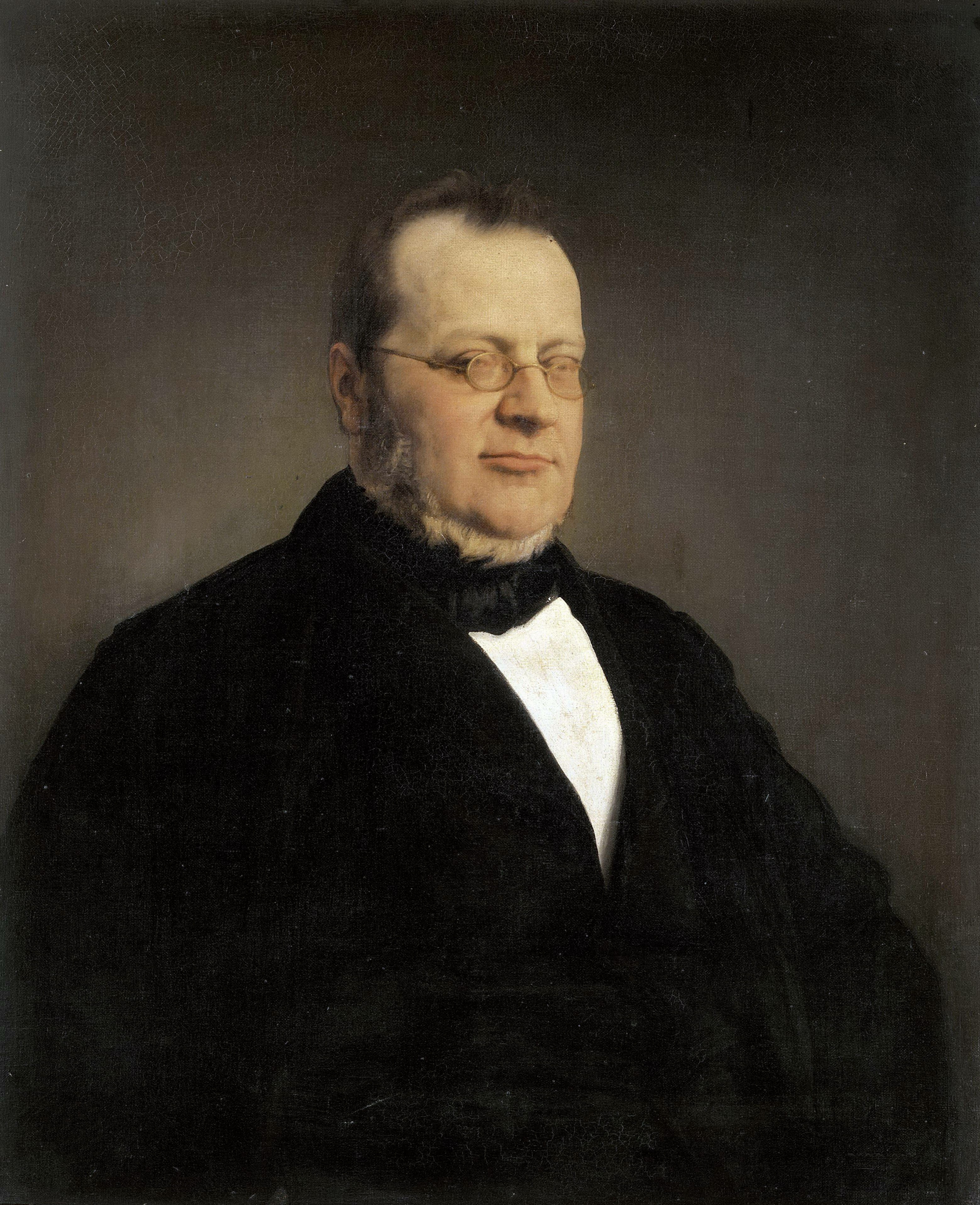
Camillo Benso Graf von Cavour spielte eine wichtige Rolle bei der Entwicklung des modernen Barolo

Der heutige Barolo entstand im 19. Jh. durch die Mithilfe des französischen Önologen Louis Oudart. Dieser wurde von der Marchesa Giulia Falletti di Barolo um 1850 in die Gemeinde Barolo berufen, um sie dort auf ihrem Weingut beratend zu unterstützen. Im Keller setzte Oudart auf die Techniken aus der kühlen Champagne, wo dieses Gärproblem bekannt war. Oudart verlegte den Gärprozess in neu angelegte unterirdische Weinkeller, sorgte für gleichbleibende Temperaturen und verbesserte die Kellerhygiene. Oudart unterstützte auch den Grafen und späteren Ministerpräsidenten Camillo Benso di Cavour auf dessen Weingut in Grinzane Cavour. Auf diesen Weingütern entstand der Barolo im heutigen Sinne, als trocken ausgebauter Rotwein.
Der neue Weintypus fand schnell Gefallen in Turin und gehörte bald zu den Lieblingsgetränken im Haus Savoyen. Das Königshaus stellte das Jagdhaus Fontanafredda in Serralunga d’Alba mit seinen umliegenden Weinbergen ebenfalls für die kellertechnischen Versuche Oudarts zur Verfügung. Aus dieser engen Verknüpfung der damaligen Herrscherdynastie mit dem Barolo stammt wohl der Ausspruch Wein der Könige und König der Weine.
Zwar wird diese Entstehungsgeschichte des Barolo in der Literatur sehr häufig genannt, aber es finden sich auch abweichende Darstellungen. Einige Historiker berichten, Oudart sei auf Betreiben von Camilo Benso Cavour in das Piemont übergesiedelt; in diesem Zusammenhang differieren die angegebenen Jahreszahlen geringfügig.
Wiederum andere Quellen benennen den Önologen Paolo Francesco Staglieno als maßgeblichen Entwickler des trocken ausgebauten Barolo. Dieser arbeitete von 1836 bis in die 1840er Jahre sowohl bei Camillo Benso Cavour als auch auf dem königlichen Weingut in Pollenzo.
Nach zahlreichen Krisen des Weinbaus, ausgelöst durch die Reblausplage, die beiden Weltkriege, die faschistische Herrschaft und schließlich die wirtschaftlich schwierigen Zeiten der Nachkriegsjahre, in denen eine massive Landflucht einsetzte, waren die Langhe in der Mitte des 20. Jahrhunderts eine verarmte Region. Dann erschütterte 1986 der Methanolskandal den Weinmarkt und die Jahresproduktion des Barolo halbierte sich nahezu, von 7,26 Mio. Flaschen (1985) auf 3,71 Mio. Flaschen (1986). Von diesem Tiefpunkt ausgehend entwickelte sich ein Barolo-Boom, der durch ein neu erwachtes Qualitätsbewusstsein sowie mehrere gute Wein-Jahrgänge in Folge ermöglicht wurde.
Im Jahr 1966 erhielt der Barolo den DOC- und 1980 den DOCG-Status, der 2014 aktualisiert wurde.

## Geografie, Boden und Klima

Die Region Piemont

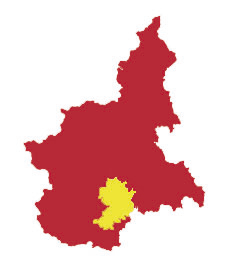
Langhe

Das Barolo-Anbaugebiet liegt in der Landschaftsformation Langhe in der norditalienischen Region Piemont.
Die Langhe werden im Süden von den Ausläufern der Ligurischen Alpen, im Westen vom Fluss Tanaro, im Osten vom Fluss Bormida di Spigno und im Norden vom Tanaro und der Provinz Asti begrenzt. Der Name leitet sich vom lateinischen „lingua“, Zunge, ab und ist ein Hinweis auf die Form dieses Gebiets, die aus einer langen Reihe relativ steiler Hügel, größtenteils in Nordostrichtung verlaufend, besteht. In erdgeschichtlich früherer Zeit lag das heutige Piemont fast vollständig unter der Wasseroberfläche eines Binnenmeeres. Die Langhe-Böden sind geprägt durch diesen maritimen Ursprung sowie durch Sedimentschichten (Sandstein, Ton), die in der Zeit, als das Gebiet durch tektonische Bewegungen angehoben wurde, entstanden sind. Wesentliche Bestandteile sind kalkreicher Mergel in Kombination mit verschiedenen Sandsteinen. Die Bodenart der westlich gelegenen Hänge zwischen Barolo und La Morra wird als Tortonium, die im Osten liegenden Gebiete bei Monforte, Castiglione Falletto und Serralunga d’Alba als Helvetium bezeichnet. Man geht davon aus, dass die westlichen Gebiete um La Morra die duftigeren, leichteren und eleganteren Weine, die Weinberge um Serralunga hingegen schwerere Weine mit mehr Substanz und Lagerfähigkeit hervorbringen.
In den Langhe herrscht ein gemäßigtes Kontinentalklima. Oft folgt auf einen regnerischen Frühling ein warmer und trockener Sommer, was an die Widerstandskraft der Nebbiolo-Rebe hohe Anforderungen stellt, aber für gehaltvolle Beeren sorgt. Die Sonneneinstrahlung in diesem Gebiet ist außerordentlich intensiv, so dass optimale Bedingungen für die Photosynthese herrschen.

## Das Anbaugebiet

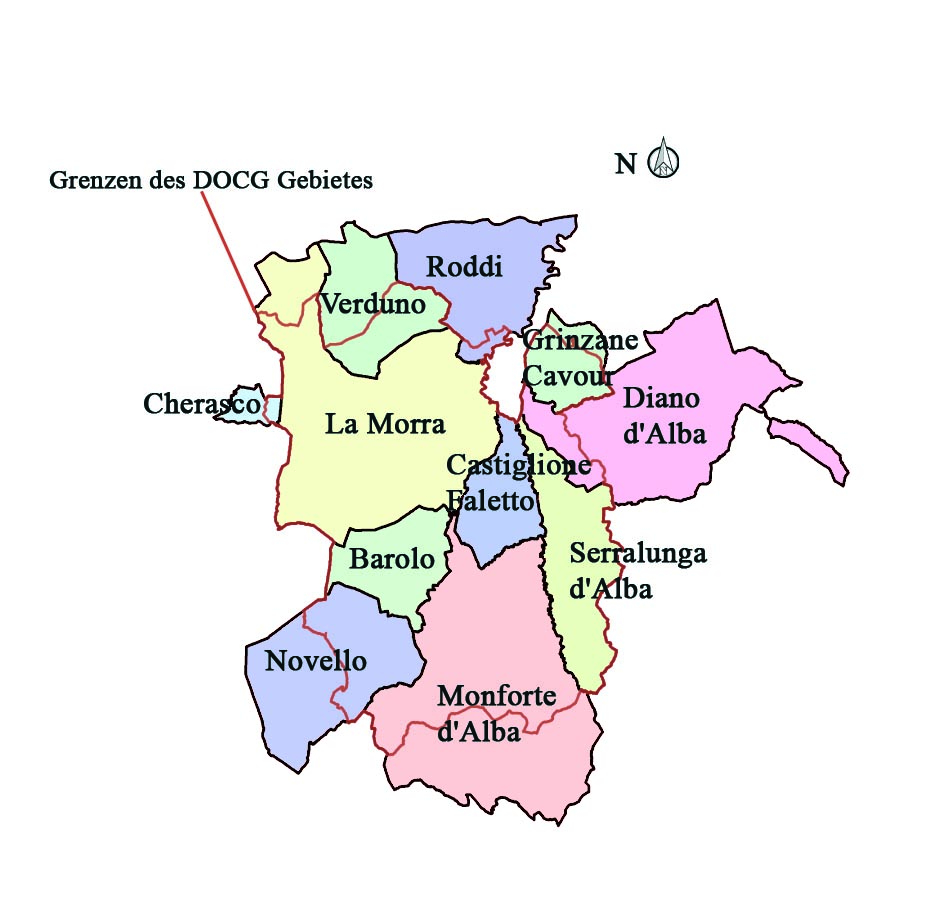

Die Rebflächen der Gemeinden Barolo, Castiglione Falletto und Serralunga d’Alba liegen vollständig und jene der Ortschaften La Morra, Monforte d’Alba, Roddi, Verduno, Cherasco, Diano d’Alba, Novello und Grinzane Cavour nur teilweise im Barolo DOCG Gebiet. Auf die Anbaugebiete von Barolo, Castiglione Falletto, La Morra, Monforte d’Alba und Serralunga d’Alba entfällt mehr als 80 Prozent der Produktion; auf La Morra fast ein Drittel der bestockten Rebfläche. Diese fünf Gemeinden werden im Allgemeinen als historischer Kernbereich der Zone angesehen. Im Jahr 1909 fügte die Landwirtschaftskommission von Alba die betreffenden Rebflächen der Ortschaften Grinzane Cavour, Verduno und Novello hinzu. Im Jahr 1966 wurden die Gemeinden Diano d'Alba, Roddi und Cherasco dem Produktionsgebiet anlässlich der Heraufstufung zur DOC-Region zugeschlagen.
Die Weinberge des Barolo DOCG befinden sich auf einer Meereshöhe zwischen 170 und 540 Metern.

## Die offizielle Lagenkartografie
Es gab in der Geschichte des Barolo mehrere Versuche, eine Lagenklassifizierung zu erarbeiten. Im Wesentlichen werden zwei einflussreiche historische Quellen genannt, die in den jetzigen Versuch, zu einer offiziellen Klassifizierung zu gelangen, eingeflossen sind:
- Bereits im Jahr 1879 veröffentlichte der Agronom Lorenzo Fantini mit seinem Werk Monografia sulla Viticoltura ed Enologia nella Provincia di Cuneo eine erste Nennung und Klassifizierung von Ortschaften und Einzellagen.
- Im Jahr 1976 veröffentlichte der Winzer Renato Ratti eine einflussreiche Lagenkarte, die zum ersten Mal eine präzise Bestimmung erstklassiger Einzellagen lieferte.[9]

Ab den 1980er Jahren machten sich immer mehr Winzer selbständig und vermarkteten ihren Wein eigenständig. Bis zu dieser Zeit wurde der Markt von den großen Handelshäusern dominiert. Diese kauften die Trauben der Winzer auf, vinifizierten sie und verkauften schließlich den Wein.
Es war zu dieser Zeit üblich, die Weine aus dem gesamten Gebiet miteinander zu verschneiden; dennoch gab es bei allen Beteiligten sehr wohl ein überliefertes Wissen darüber, welche Lagen die besten Weine hervorbrächten.
Um 1990 waren bereits zahlreiche geografische Weinbezeichnungen entstanden, die zum Teil auf offiziellen Katasternamen, Bezeichnungen des Konsortiums oder historischen Lagenbezeichnungen beruhten, manchmal aber auch nur Phantasienamen waren. Um dieser immer unübersichtlicher werdenden Situation Herr zu werden, beauftragte das Schutzkonsortium die Gemeinden des Anbaugebietes, eine Liste der Weinbergslagen zu erstellen. Kommunale Agrarkommissionen, die sich hauptsächlich aus Winzern zusammensetzten, erarbeiteten so für jede Gemeinde ein Verzeichnis, in dem jede Lage einen eindeutigen Namen tragen und parzellenscharf abgegrenzt sein sollte. In diese Arbeit flossen die Erfahrung von Alteingesessenen, Katasterpläne und zahlreiche historische Dokumente ein. Das Ergebnis sind die „menzioni geografiche aggiuntive“, die ergänzenden geografischen Angaben, die seit dem Weinjahr 2010 innerhalb der DOCG-Bestimmungen gesetzlich gültig sind. Diese offiziellen Lagenbezeichnungen sagen nichts über ein eventuelles qualitatives Potential aus, sondern stehen gleichberechtigt nebeneinander. Es existiert also keine offizielle hierarchische Ordnung innerhalb der Lagenbezeichnung, wie sie beispielsweise im Burgund existiert. Da viele Lagennamen aber historischen Ursprungs sind und es ein tradiertes Wissen um das Qualitätspotential einzelner Weinbergslagen gibt, ist eine „inoffizielle“ Hierarchisierung dennoch vorhanden und wird zudem vom Weinmarkt und den hier zu erzielenden Preisen abgebildet. Im Alltag hat sich für die Weine, die diese Bezeichnung tragen, bereits das Wort „Cru“ durchgesetzt.
Es gibt insgesamt 170 ergänzende geografische Angaben, die auf der Internetseite des Schutzkonsortiums eingesehen werden können. Diese unterscheiden sich rechtlich von Unterzonen, im italienischen Sottozona genannt. Für eine Sottozona müssen die Produktionsbestimmungen strenger sein als für die Anbauzone insgesamt. (Vgl. Chianti oder Valtellina).
Es gibt die Möglichkeit, den Lagennamen durch den Zusatz „vigna“ noch enger zu fassen, zum Beispiel „Barolo Bussia (die ergänzende geografische Angabe), Vigna Mondoca“. Erst in diesem Fall gelten laut DOCG-Bestimmungen strengere Produktionsvorschriften.

## Herstellung

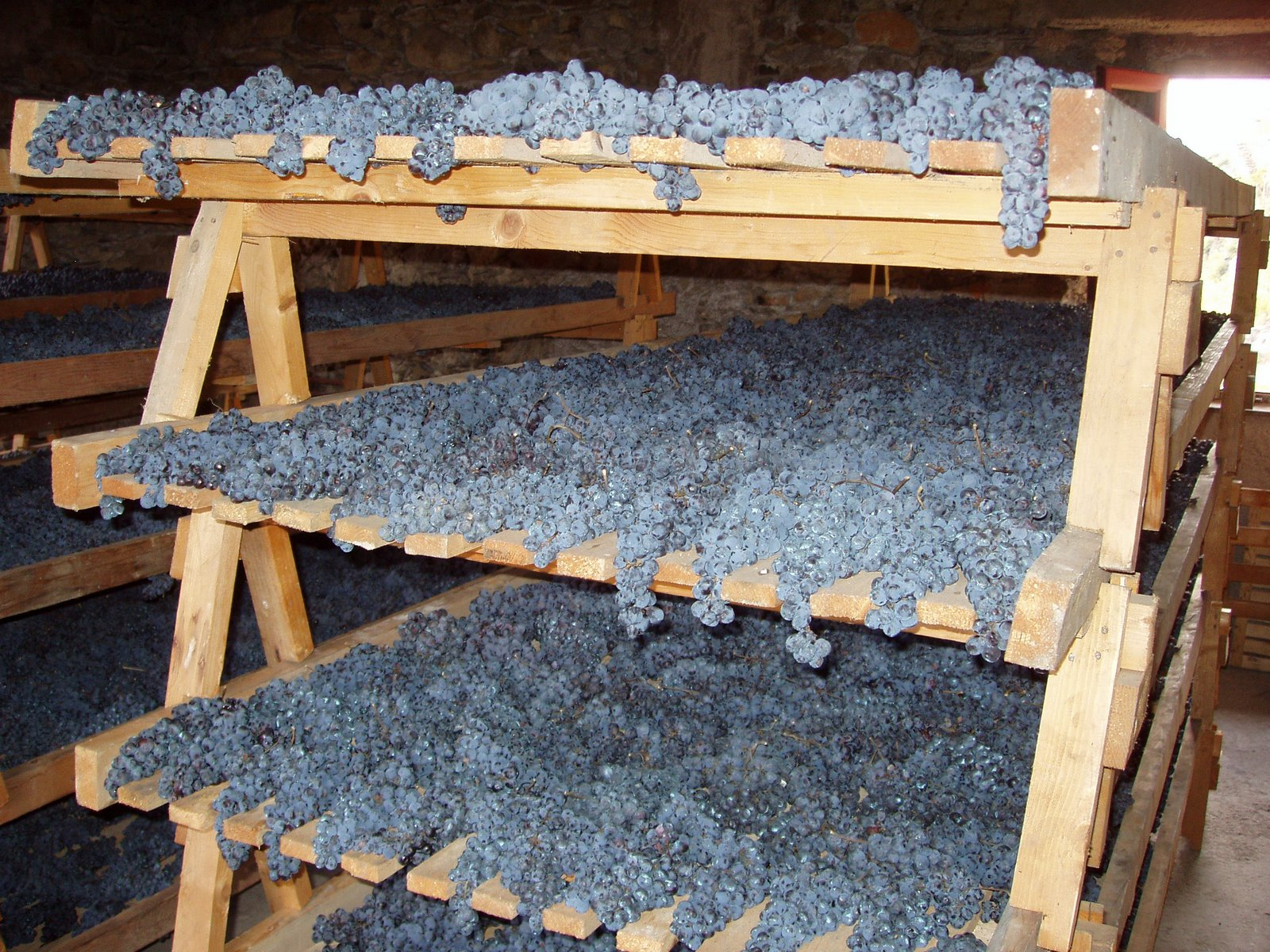
Nebbiolotraube

Der zu 100 % aus der Nebbiolotraube hergestellte Barolo zeichnet sich durch geschmackliche Komplexität sowie einen relativ hohen Alkohol-, Tannin- und Säuregehalt aus, was ihm eine außerordentliche Lagerfähigkeit verleiht. Bis zum Ende der 1980er Jahre wurde der Barolo auf eine traditionelle Art hergestellt, die den wuchtigen, zuweilen schroffen Charakter dieses Weines besonders hervortreten ließ. Im Wesentlichen bestehen diese traditionellen Methoden aus:
- einer langen, bis zu zweimonatigen Maischestandzeit, die, je länger sie dauert, umso mehr Farbstoffe, Tannine und Aromastoffe aus den Beerenhäuten löst, die somit in den Wein übergehen können,
- der Praxis, einen Teil der Stiele während der Gärung in der Maische zu belassen, was ebenfalls zu einer Erhöhung des Gerbstoffanteiles führt.

Darauf folgte eine langsame malolaktische Gärung und eine jahrelange Reifezeit in großen Kastanien- oder Eichenholzfässern, bis die ursprüngliche Strenge abgemildert war.
Ein hoher Tanningehalt verleiht dem Wein zwar eine große Alterungsfähigkeit, kann bei jungen Weinen aber sehr aggressiv wirken. In den letzten Jahrzehnten gibt es einen globalen Trend zu Weinen, die viel früher getrunken werden können und einem eher leicht zugänglichen Geschmacksbild entsprechen.
Durch den Einsatz moderner önologischer Maßnahmen wie unter anderem Temperaturkontrolle, Verwendung von Edelstahlbehältnissen (z. B. während der alkoholischen Gärung), kürzerer Maischstandzeiten und dem Entfernen der Kämme und Stiele vor dem Zerquetschen der Beeren entstand ein modernerer, wahrscheinlich auch „saubererer“ und „weicherer“ Wein.
Die Methoden der Weinbereitung unterscheiden sich von Erzeuger zu Erzeuger jedoch so stark, dass hier nur eine Tendenz beschrieben werden kann. Für das Beispiel Maischestandzeit heißt das: Im Mittel lassen die Kellermeister, abhängig von der Weinphilosophie des jeweiligen Weingutes, den Most zwischen 10 und 30 Tagen in Kontakt mit den Beerenschalen und Kernen. Einzelne Winzer dehnen für manche ihrer Weine diese Zeit aber bis auf über zwei Monate aus und verzichten zudem auf eine Temperaturregulierung.

### Die wichtigsten Produktionsbestimmungen
- Als Rebsorte ist nur Nebbiolo zugelassen.
- Die Trauben dürfen nur aus den ausgewiesenen Gebieten der oben genannten elf Gemeinden stammen.
- Der Ertrag ist auf acht Tonnen pro Hektar beschränkt. Der hieraus gewonnene Wein darf nach der vorgeschriebenen Reifezeit 70 % des Traubengewichtes nicht überschreiten (entspricht 56 hl/ha).
- Lagerzeit für Barolo 38 Monate, davon mindestens 18 im Holzfass; für Barolo Riserva 62 Monate, davon mindestens 18 im Holzfass.[4]

### Beschreibung
(gilt sowohl für den Barolo als auch den Barolo Riserva)
- Farbe: granatrot
- Geruch: intensiv und charakteristisch
- Geschmack: trocken, voll, harmonisch
- Alkoholgehalt mindestens 13 % Vol.
- Säuregehalt: min 4,5 g/l
- Trockenextrakt: min. 22 g/l

## Kontroverse zwischen Traditionalisten und Modernisten

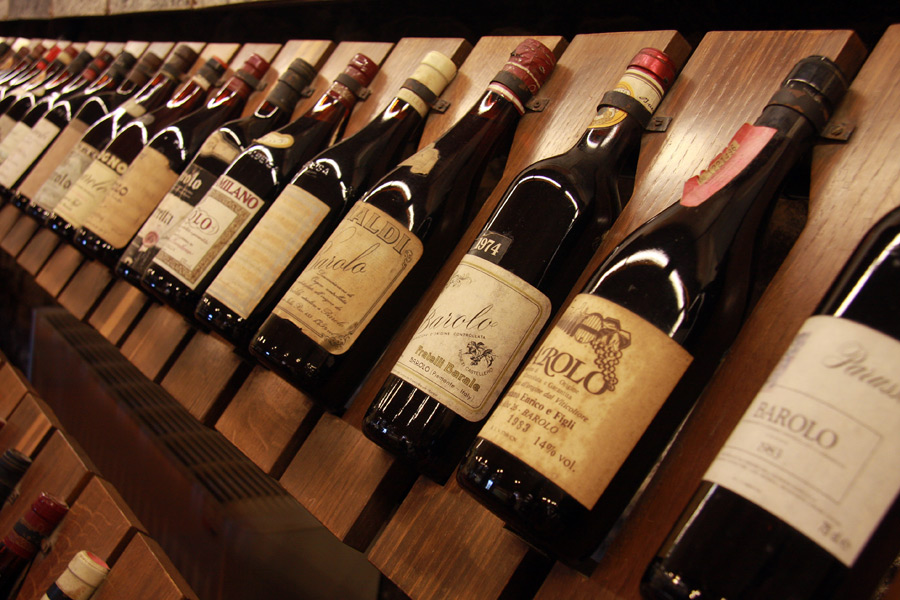
Historische Jahrgänge in der Enoteca Regionale del Barolo

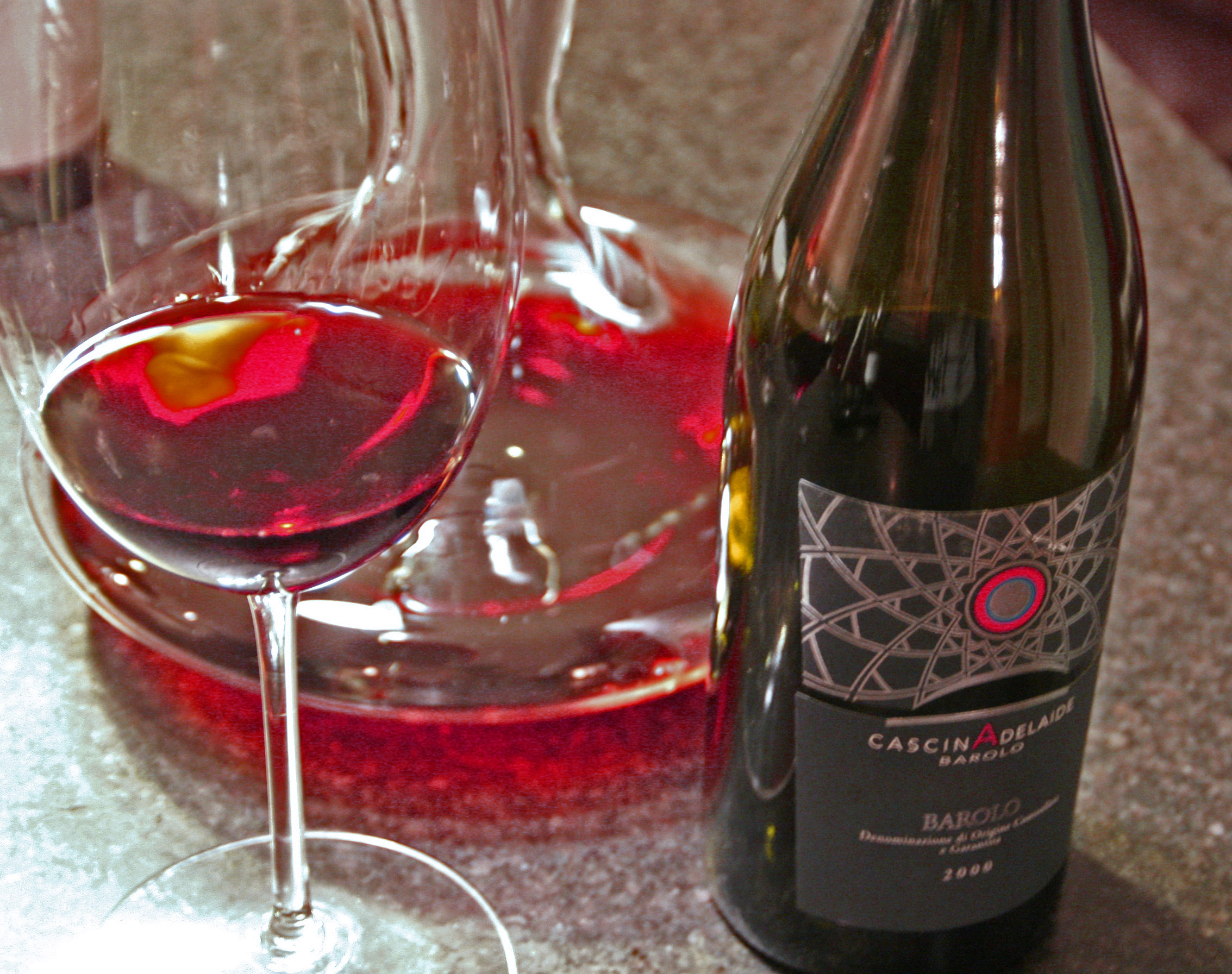
Typisch für den Barolo ist seine helle Farbe

Die Auseinandersetzungen zwischen Traditionalisten und Modernisten, die im Barologebiet lange Zeit für Aufsehen gesorgt haben, gelten heute als weitgehend überwunden. Viele önologische Übertreibungen auf der einen, wie auch rückständige Kellertechniken auf der anderen Seite, gehören heute der Vergangenheit an. In den 1970er Jahren zog es viele Söhne von Barolowinzern in die Welt, von wo sie mit neuen Ideen zurückkehrten. Diese bildeten alsbald eine „Barolo Boys“ genannte Gruppe, die neue önologische Techniken im Weinbau ihrer Heimat einführten. Einige dieser Änderungen waren eine modernere Kellerhygiene, der Einsatz von Barriques, moderne Fermentationstechniken und die rigorose Reduktion der Erntemenge („grüne Lese“). Vor allem an dem nun in Mode kommenden Einsatz von Barrique-Fässern entzündeten sich heftige Kontroversen. Diese ersetzten die üblichen großen Fässer (botti), die nach vielen Jahren des Gebrauchs unsaubere Töne im Wein bewirken konnten. Darüber hinaus gab das neue Holz der Barriques an Vanille erinnernde Geschmacksstoffe an den Wein, und an die Stelle der natürlichen Traubentannine ließ es die als weicher empfundenen Tannine des Holzes treten. Aus den ehemals rustikalen, schwer zugänglichen, vielleicht aber auch geheimnisvollen Weinen wurden nun häufig solche, die unnatürlich dunkel, überextrahiert und durch deutliche Holzwürze geprägt waren. Durch diesen neuen Weinstil wurde der Barolo erstmals auf dem internationalen Weinmarkt als bedeutende Größe wahrgenommen und es konnten Verkaufspreise erzielt werden, die bis dahin als astronomisch galten. Diese „Revolution“ strahlte in ihrer Wirkung in die gesamte italienische Weinwelt aus. Auf der anderen Seite bestand die Gefahr, dass der Barolo seine Identität verlieren könnte, was zu heftigen Gegenreaktionen innerhalb der Winzerschaft führte.

## Barolo in Zahlen
| Zeitraum oder Jahr | Anbaufläche (in Hektar) | Flaschen (in Mio.) | Hektoliter |
| ------------------ | ----------------------- | ------------------ | ---------- |
| 1969               | 688,96                  | 4,34               |            |
| 1970er             | ⌀ 1016,77               | ⌀ 5,37             |            |
| 1980er             | ⌀ 1203,31               | ⌀ 6,18             |            |
| 1990er             | ⌀ 1208,76               | ⌀ 6,83             |            |
| 2000er             | ⌀ 1665,98               | ⌀ 9,78             |            |
| 2010               | 1886,90                 | 12,15              |            |
| 2011               | 1906,11                 | 13,02              |            |
| 2012               | 1976,69                 | 13,24              |            |
| 2013               | 1984,17                 | 13,90              |            |
| 2014               | 2.067                   | [ 14 ]             | 95.561     |
| 2015               | 2.073                   | [ 15 ]             | 106.063    |
| 2016               | 1.748                   | [ 16 ]             | 95.071     |
| 2017               |                         | [ 17 ]             | 104.709    |